# Maanam
Maanam (respect ou dignité en tamoul) est un groupe de musique polonais de rock, fondée par Marek Jackowski, Kora (Olga Jackowska) et Milo Kurtis en 1976. Initialement doté d'un son acoustique, le groupe a opté pour un style plus électrique en 1980 et compte depuis lors parmi les plus gros vendeurs de singles et d'albums en Pologne de ces 25 dernières années.
Durant la première moitié des années 1980, Maanam a proposé un son énergique d'inspiration post-punk. Le style vocal de Kora en a fait une figure iconoclaste de la pop mondiale de l'époque et leur musique a imposé le polonais comme une langue possible d'expression du rock. En 1988, le clip de la chanson Sie ściemnia est devenu le premier vidéo-clip polonais à être diffusé sur MTV international. La musique de Maanam dans les années 1980 peut être décrite comme le croisement entre Nina Hagen, Siouxsie and the Banshees et Blondie.
Dans les années 1990, Maanam a adopté un style plus mélodique.
En 2007, Marek et Olga (Kora) ont annoncé l'arrêt de leur collaboration musicale pour une période indéterminée et continuent désormais leur carrière séparément.

## Discographie
- 1980 : Maanam
- 1982 : O!
- 1983 : Night Patrol
- 1984 : Nocny Patrol
- 1984 : Totalski No Problemski
- 1984 : Kminek dla dziewczynek
- 1985 : Wet Cat
- 1985 : Mental Cut
- 1988 : Live
- 1988 : Sie ściemnia
- 1991 : The Singles Collection
- 1991 : Derwisz i anioł
- 1993 : Maanamania Warszawa
- 1994 : Róża (POL: 3x Platinum)[2]
- 1996 : Łóżko (POL: 2x Platinum)[2]
- 1998 : Klucz
- 2000 : Hotel Nirvana
- 2004 : Znaki szczególne